# 台灣大哥大

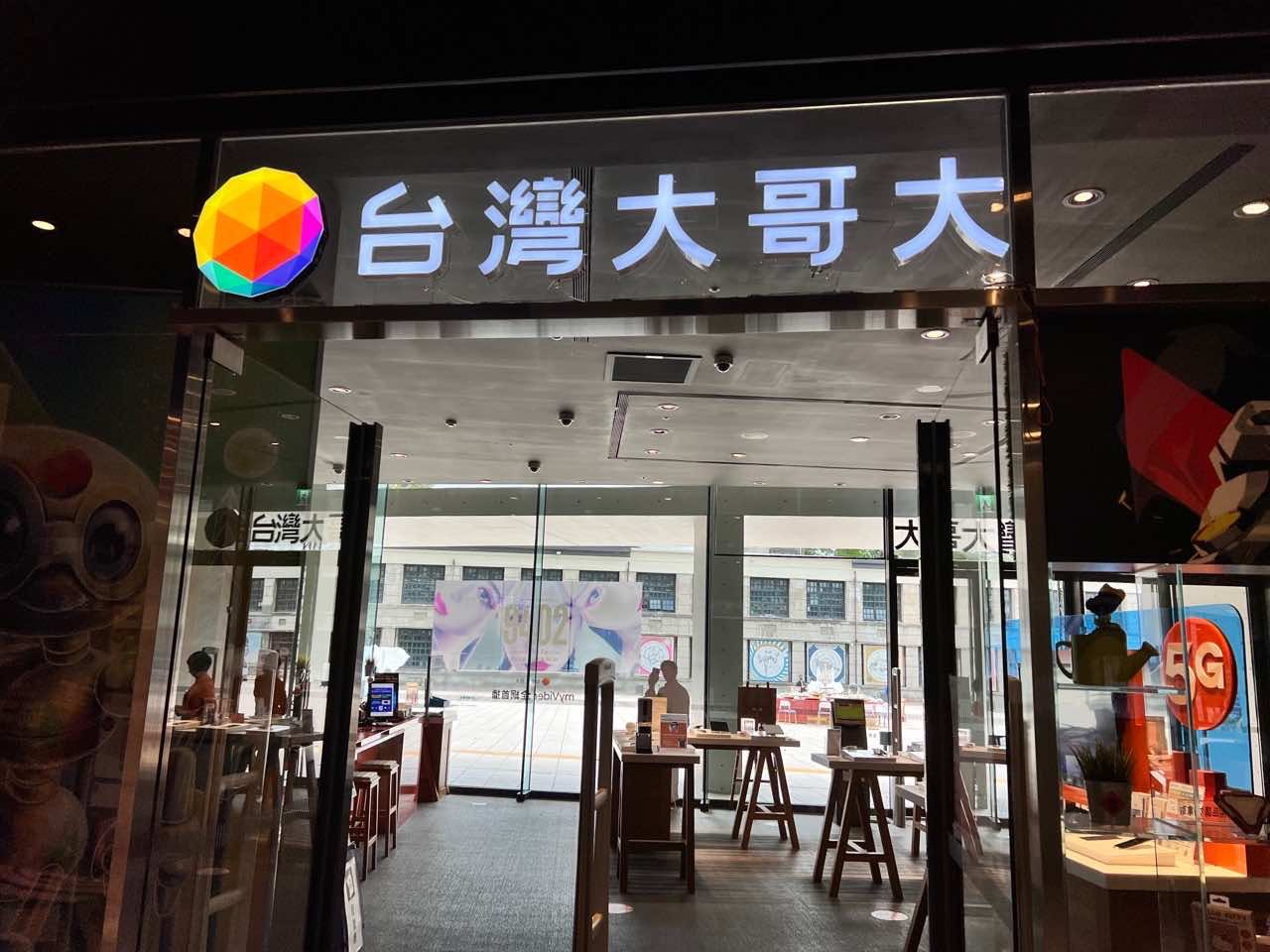
台灣大哥大數位生活台北文創直營服務中心，位於臺灣臺北市信義區菸廠路80號。

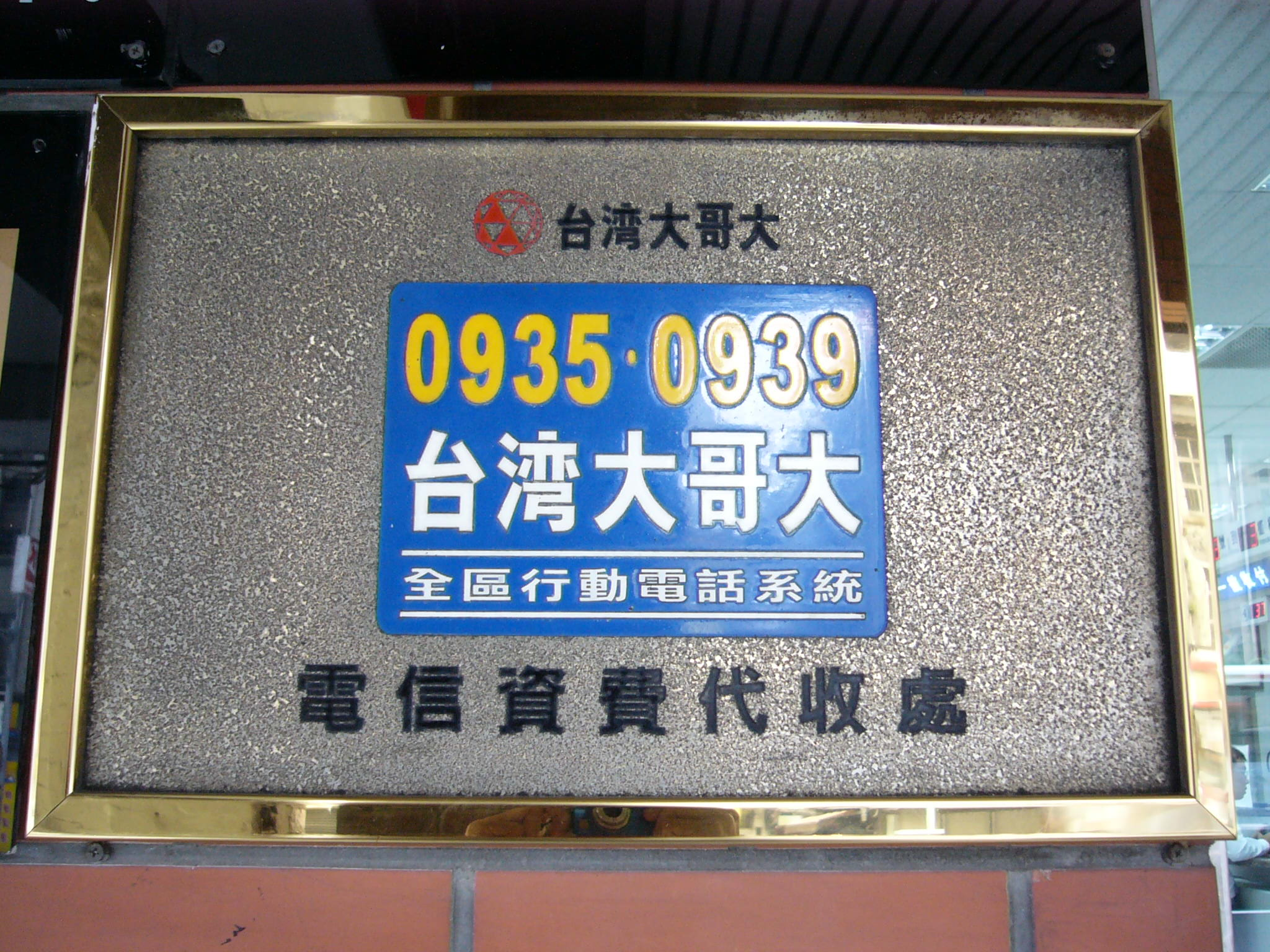
台灣大哥大電信資費代收處標示牌，上題「0935·0939台灣大哥大」字樣上有台灣大哥大第一代商標。

台灣大哥大股份有限公司（英語：Taiwan Mobile Co., Ltd.，簡稱：台灣大哥大、台灣大、台灣大電信、台哥大、台哥大電信、台灣電信），公司前名為太平洋電信，是臺灣的電信業者，由富邦集團投資經營，擁有全區WCDMA（3G）、LTE（4G）以及NR（5G）頻率執照。
2023年12月與台灣之星合併後，行動寬頻用戶數約986.1萬戶，在台灣的行動通訊市場佔有率約24.5%，为全台第二。

## 簡介
台灣大哥大股份有限公司於1997年2月25日設立，是台灣第一家取得政府核發全區GSM1800系統特許營運執照的民營電信公司，亦是第一家於台灣證券交易所上市交易之民營電信公司，同時也是國內第一家推出WCDMA系統之第三代（3G）行動通訊服務業者。
台灣大哥大於2001年7月收購台灣南區行動電信業者泛亞電信股份，取得泛亞電信經營權，2004年6月宣佈完成收購中區之東信電訊股份，取得東信電訊經營權，以約30%之電信營收市佔率，居國內行動電信業的領導品牌之一。
2004年11月台灣大哥大加入國際通訊組織Bridge Alliance成為其重要成員之一。
2007年陸續收購台灣固網、台固媒體和台灣電訊股份，取得台灣固網、台固媒體和台灣電訊經營權，成為首例橫跨行動通訊、固網、寬頻上網及有線電視平台產業的業者。
台灣大哥大於2000年掛牌上櫃，為台灣第一家上櫃的行動電話業者。2002年正式上櫃轉上市（台灣證券交易所交易代碼：3045），同年納入台灣50指數，並獲納入摩根士丹利資本國際（MSCI）投資指數成分股。
2004年、2006年獲國際財經媒體Euromoney評選為台灣地區公司治理企業第一名，並於2006年、2008年連續兩年獲中華公司治理協會公司治理制度評量認證，並於2007年獲得《天下雜誌》第一屆「企業公民獎」，於公司治理項目獲第一。
台灣大哥大以「創造最佳客戶使用經驗」為依歸，致力提供客戶最需要的產品、最高品質的服務和最安全使用的環境。於2006年獲全球首張ISO 27001資訊安全管理系統驗證，提供安全保障；客戶服務獲得媒體評鑑為第一：2004年獲得《壹週刊》評鑑為行動電信「服務第壹大獎」第一名，2005年獲《遠見雜誌》傑出服務獎通訊業第一名，連續四年獲讀者文摘消費者1票選「非常品牌」金獎。
2021年12月30日，台灣大哥大併購台灣之星。
2023年10月12日，公平會已附加負擔通過台灣大哥大吸收合併台灣之星結合申報案，不禁止其結合。
2023年12月1日，與台灣之星合併基準日。

## 服務項目

### 行動通信服務

#### 3G
- WCDMA、HSDPA、HSUPA、HSPA+

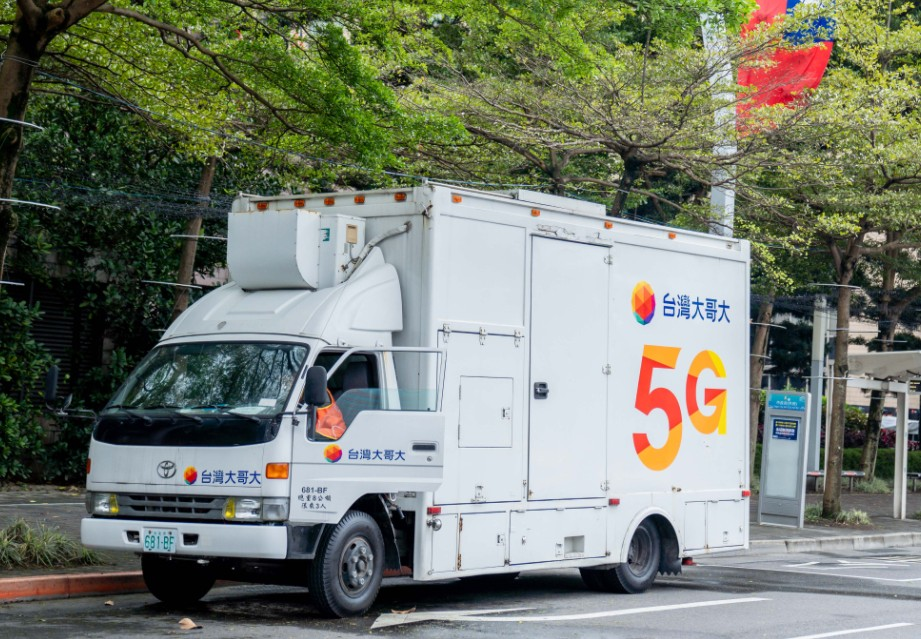
台灣大哥大行動基地台

已於2024年6月30日停止3G服務。

#### 4G LTE
2014年6月4日開始提供服務，特許有效期間至2030年12月31日止。

##### LTE頻段
- FDD-LTE 700Mhz(Band28) (A4, 20Mhz)
- FDD-LTE 900Mhz(Band8) (B1,5Mhz)[7]
- FDD-LTE 1800Mhz(Band3) (C1 , 15Mhz)
- FDD-LTE 2100Mhz(Band1) (E4 + E5 + E6 + E7 + E8, 20Mhz+5Mhz)
- FDD-LTE 2600Mhz(Band7) (D1 , 20Mhz)

#### 5G NR
2020年7月1日開始營運。

##### 5G頻段
- NR 3500Mhz(n78) (F1-F4, 40Mhz + F22-F27, 60Mhz)
- NR 28000Mhz(n257) (G24-G25, 200Mhz)

### 網際網路服務（ISP）
- 台灣大寬頻[9]
- 台灣固網[10]

### 數位內容服務

#### 运营中
- myfone購物[11]
- myBook[12]
- M+ Messenger[13]
- mySport[14]
- Disney+（台灣獨家合作夥伴）[15]
- MyVideo[16]： myVideo於2012年12月推出[17]，2022年3月底更換Logo，將字首改為大寫「MyVideo」。支援在多種跨平台裝置上觀看隨選影片 (Video-On-Demand)與直播內容 (Live Channel)，包含行動裝置 (iOS, Android)、電腦與手機網站、智慧型電視 (Smart TV)、智慧機上盒 (Set-Top-Box)、電視投放裝置 (AirPlay, Chromecast) ，以及凱擘大寬頻與台灣大寬頻數位機上盒。提供「家人共享」功能，同一帳號下最多可建立5個身份，這5個使用者可擁有個人播放、收藏與觀看進度片單，支援「兒童專區」，系統會自動過濾內容，提供適合兒童觀賞的節目。出品作品於第56屆金鐘獎獲27項提名，斬獲戲劇節目獎、迷你劇集獎等10座獎項；於第57屆金鐘獎獲12項提名；《茁劇場》系列於第58屆金鐘獎獲6項提名。出品電影《疫起》、《少男少女》、《八戒》於第60屆金馬獎共獲12項獎項提名，其中《疫起》囊括「最佳男主角」、「最佳劇情片」、「最佳攝影」等8項大獎。另於2024年4月與全球兒童娛樂公司Moonbug（英语：Moonbug Entertainment）合作，獨家上架繁體中文版《CoComelon可可瓜瓜》、《Blippi比利皮》、《The Sharksons鯊魚一家》等熱門優質兒童節目。未來雙方擴及IP開發、內容合製、實體活動等多面向的合作，提供多元影視內容。
- BBC Player[18]：BBC Studios與台灣大哥大獨家合作，在MyVideo推出「BBC Player」影音串流服務，提供BBC Earth、BBC Lifestyle、BBC Brit、BBC First、BBC Kids與CBeebies等六大品牌的影片內容。
- GeForce Now[19]：GeForce NOW雲端遊戲服務在台灣的合作夥伴為台灣大哥大，由台灣大哥大代理運營伺服器、金流服務、客服、推廣等各項事務。GeForce NOW透過強大的雲端運算技術，為玩家帶來新世代的遊玩體驗，擺脫以往玩遊戲的時間與空間的限制，跨裝置平台遊玩高效能遊戲。
- Apple Music（台灣合作夥伴）[20]

#### 已停运
- MyMusic[21]：2023年台湾大哥大将MYMUSIC运营主体（酷乐时代）卖给KKBOX，于2023年12月25日正式停运。

#### MyVideo出品節目列表
| 中文節目        | 英文節目      | 集數 | 首播年份      | 主持人   | 聯播策略         |
| 畫說Lulu        |               | 10   | 2020年10月1日 | 黃路梓茵 | MyVideo、YouTube |
| 我們回家吧      | Let's Go Home | 8    | 2020年12月7日 | 曾寶儀   | MyVideo、YouTube |
| 我們回家吧第2季 | Let's Go Home | 13   | 2022年3月17日 | 曾寶儀   | MyVideo、YouTube |

#### MyVideo出品電視劇列表
| 中文劇名               | 英文劇名                                          | 集數 | 首播年份       | 主演 | 聯播策略                                                 |
| 雙城故事               | A Taiwanese Tale of Two Cities                    | 20   | 2018年9月1日   | 陳怡蓉、溫昇豪、曾珮瑜、黃柏鈞、龍劭華、嚴藝文、楊麗音、萬芳、梅芳、羅美玲、李博翔                                                    | 公視主頻、民視、MyVideo、Netflix                         |
| 76号恐怖書店之恐懼罐頭 | 76 Horror Bookstore                               | 4    | 2020年3月15日  | 黃瀞怡、賴澔哲、廖欽亮、張書偉、鄭人碩、饒星星、林暉閔、雷嘉納、劉子銓、盧以恩、闕銘祐、陳庭妮、喜翔、王為、林雨葶                    | MyVideo                                                  |
| 誰是被害者             | The Victims' Game                                 | 8    | 2020年4月30日  | 張孝全、許瑋甯、王識賢 | Netflix                                                  |
| 做工的人               | Workers                                           | 6    | 2020年5月10日  | 李銘順、柯叔元、游安順、苗可麗、薛仕凌、鐘昭衡                                                                                        | MyVideo、HBO                                             |
| 違反校規的跳投         | Fly the jumper                                    | 4    | 2020年7月17日  | 吳念軒、蔡瑞雪、李銘忠、范姜彥豐、宋偉恩、劉育仁、各務孝太、簡伯廷、李齊                                                              | MyVideo                                                  |
| 追兇500天              | Kill for Love                                     | 4    | 2020年4月29日  | 莫子儀、黃瀞怡、程予希、林暉閔 | MOMO追劇台、MyVideo                                      |
| 不讀書俱樂部           | Non Reading Club                                  | 12   | 2020年11月13日 | 蕭子墨、李沐、紀言愷、張再興、林映唯、陳加恩                                                                                          | MyVideo                                                  |
| 未來媽媽               | Mother to be                                      | 15   | 2020年11月27日 | 郭書瑤、禾浩辰、劉品言、馬志翔、李至正、張寗、夏騰宏                                                                                  | 三立都會台、MyVideo                                      |
| 天橋上的魔術師         | The Magician on the Skywalk                       | 10   | 2021年2月20日  | 莊凱勛、孫淑媚、楊大正、朱軒洋、宋柏緯、初孟軒、羅士齊、盧以恩、李奕樵、林潔宜、林潔旻、曾郁恒、偉莉莎、羅謙紹                        | 公視主頻、MyVideo、Netflix、公視+                        |
| 火神的眼淚             | Tears On Fire                                     | 10   | 2021年5月1日   | 温昇豪、陳庭妮、林柏宏、劉冠廷 | 公視主頻、MyVideo                                        |
| 我的老闆是隻貓         | Meow Meow Boss                                    | 7    | 2021年7月16日  | 張睿家、嚴正嵐、李齊、袁子芸 | MyVideo                                                  |
| 2049：幸福話術         | 2049: The Talk Of Love                            | 6    | 2021年10月16日 | 李亦捷、陳漢典 | 台視主頻、Netflix、MyVideo                               |
| 2049：刺蝟法則         | 2049: The Hedgehog Effect                         | 6    | 2021年10月30日 | 林子熙、莫允雯 | 台視主頻、Netflix、MyVideo                               |
| 2049：完美預測         | 2049: The Fortune Telling                         | 6    | 2021年11月13日 | 邵雨薇、林柏宏 | 台視主頻、Netflix、MyVideo                               |
| 茁劇場：滴水的推理書屋 | The Leaking Bookstore                             | 10   | 2022年8月6日   | 羅宏正、李沐、陳婉婷、黃河、林映彤、管翊君                                                                                            | 公視主頻、MyVideo                                        |
| 茁劇場：走過愛的蠻荒   | I've walked Through The Love's Wilderness         | 6    | 2022年9月10日  | 李英宏、姚吉慧、龍語申、劉黛瑩、百白、汪師超、楊鈞訸                                                                                  | 公視主頻、MyVideo                                        |
| 茁劇場：誰說媽媽像月亮 | Mother                                            | 6    | 2022年10月1日  | 張耀仁、葛盈瑄、勾峰、紀曉君、林意箴、姚坤君、黃信堯、謝孟勳、陳奕均                                                                  | 公視主頻、MyVideo                                        |
| 茁劇場：綠島金魂       | Golden Dream On Green Island                      | 6    | 2022年10月29日 | 葉星辰、顏毓麟、嚴正嵐、林子閎、黃鐙輝、陳慕義、楊麗音、黃尚禾、郭文頤                                                                | 公視主頻、MyVideo                                        |
| 最佳利益2-決戰利益     | Best Interest 2                                   | 10   | 2023年4月29日  | 天心、溫昇豪、禾浩辰、陳庭妮、邱凱偉、楊銘威、田羽安、劉品言、李運慶、鄒承恩                                                          | 公視主頻、MyVideo                                        |
| 最佳利益3-最終利益     | Best Interest 3                                   | 10   | 2023年6月3日   | 天心、溫昇豪、禾浩辰、陳庭妮、邱凱偉、楊銘威、田羽安、劉品言、李運慶、鄒承恩                                                          | 公視主頻、MyVideo                                        |
| 百味小廚神：中元大餐   | Ghost Festival                                    | 7    | 2023年8月20日  | 阮柏皓、夏靖庭、藍正龍、郭葦昀、江宜蓉、何思靜、黃冠智、林奕嵐                                                                        | MyVideo、中華電信MOD、Hami Video、八大戲劇台、CATCHPLAY+ |
| 百味小廚神：午餐爭霸戰 | Let's Cook Lunch                                  | 8    | 2023年9月3日   | 阮柏皓、藍正龍、林奕嵐、林澤凱、胡婷、蔡安妍、子育、郭子乾、郭葦昀                                                                    | MyVideo、中華電信MOD、Hami Video、八大戲劇台、CATCHPLAY+ |
| 何百芮的地獄毒白       | Show On: An Influencer’s Rise to Her Hot Hot Fame | 13   | 2024年2月10日  | 郭書瑤、孫可芳、鍾瑶、阿Ken、張睿家、姚淳耀、姚以緹                                                                                   | HBO Go                                                   |
| 不夠善良的我們         | Imperfect Us                                      | 8    | 2024年4月6日   | 林依晨、許瑋甯、賀軍翔、柯震東 | MyVidoe、公視主頻、愛奇藝國際站、Viu、Astro              |
| 接招吧！製作人         | The Producer                                      | 12   | 待定           | 楊祐寧、9m88、馬念先、陳昊森、萬芳、落日飛車、許志安、鳳小岳、蕭煌奇、納豆、施名帥、李杏、曾少宗、Barry Chen、南瓜妮歌迷俱樂部、Trash |                                                          |

#### MyVideo出品電影列表
| 中文片名   | 英文片名         | 上映日期       | 主演                                                           | 導演   |
| 聖人大盜   | The Last Thieves | 2019年10月18日 | 賴雅妍、曹晏豪、曾之喬、曾志偉、高英軒                         | 徐嘉凱 |
| 怪胎       | I Weirdo         | 2020年8月7日   | 林柏宏、謝欣穎、張少懷、鍾瑶、鍾政均                           | 廖明毅 |
| 鱷魚       | Grit             | 2021年10月8日  | 柯震東、李心潔、李康生                                         | 陳大璞 |
| 頭七       | Funeral          | 2022年4月1日   | 任家萱、陳以文、高宇蓁、納豆、陳家逵、吳以涵                   | 沈丹桂 |
| 初戀慢半拍 | Mama Boy         | 2022年8月26日  | 柯震東、徐若瑄、子育、范少勳                                   | 陳駿霖 |
| 詐團圓     | Scamsgiving      | 2023年1月20日  | 陳淑芳、隋棠、陳昊森、邰智源、謝瓊煖                           | 葉天倫 |
| 疫起       | Eye of the Storm | 2023年4月14日  | 王柏傑、曾敬驊、薛仕凌、項婕如                                 | 林君陽 |
| 查無此心   | The Abandoned    | 2023年9月8日   | 張鈞甯、阮經天、項婕如、游安順、薛仕凌、陳為民、黃鐙輝、傅孟柏 | 曾英庭 |
| 少男少女   | A Boy and a Girl | 2023年11月17日 | 胡語恆、尹茜蕾、管罄、李銘忠、姚淳耀、張懷秋                   | 許立達 |
| 八戒       | Pigsy            | 2024年5月31日  | —                                                              | 邱立偉 |

#### MyVideo出品電視電影列表
| 中文劇名   | 英文劇名             | 集數 | 首播年份      | 主持人                                                       | 聯播策略      |
| 洞裡的月亮 | The Moon In The Cave | 1    | 2022年4月15日 | 孫可芳、李淳、王滿嬌、鄭志偉、蘇炳憲、何豪傑、孫淑媚、黃迪揚 | 中視、MyVideo |

#### MyVideo出品動畫影集列表
| 首播時間      | 作品名稱       | 演員                   |
| 2021年12月4日 | 2049＋絕處逢聲 | 林哲熹、閻奕格、林葦妮 |

## 歷史

### 大事紀
1996年
- 7月：由太電集團、富邦集團、長榮集團、宏碁、大陸工程、國巨股份有限公司、通用電話電子（GTE）等公司共同籌資成立太平洋電信公司籌備處。

1997年
- 2月25日：太平洋電信事業股份有限公司正式成立，英文名稱為Pacific Cellular Corp.，英文簡稱PCC，其品牌為台灣大哥大，當時的口號是「建設，為了更好的台灣」。
- 12月：太平洋電信取得交通部核發之全區GSM1800系統特許營運執照，獲配行動電話門號冠碼為全區0935。

1998年
- 1月：太平洋電信以「0935台灣大哥大」品牌正式營運。太平洋電信聘請內田忠克扮演0935台灣大哥大廣告代言人「陳經理」，打響知名度。
- 6月18日：因台灣一家既有電信通路商「太平洋電話工程」提出商標侵權訴訟，太平洋電信改名台灣大哥大股份有限公司（Taiwan Cellular Corp.），英文簡稱TCC。
- 7月：推出「0939」字頭的門號[22]。

1999年
- 3月：推出「0922」字頭的門號[22]。
- 8月：推出「0920」字頭的門號[22]。
- 8月：推出「0918」字頭的門號[22]。

2000年
- 3月：推出「0952」字頭的門號[22]。
- 6月：推出「0953」字頭的門號[22]。
- 9月19日，台灣大哥大股票上櫃，為台灣第一家上櫃的行動電話業者。
- 11月：推出「0958」字頭的門號[22]。

2001年
- 7月：台灣大哥大取得泛亞電信經營權。

2002年
- 2月：台灣大哥大取得第三代行動通信（3G）執照。
- 8月26日：台灣大哥大於台灣證券交易所正式上櫃轉上市。
- 11月：台灣大哥大獲列摩根士丹利資本國際（MSCI）成份股。

2003年
- 富邦集團的蔡明忠出任台灣大哥大董事長。

2004年
- 8月：台灣大哥大取得東信電訊經營權。
- 11月：台灣大哥大加入亞太區最大行動電信聯盟Bridge Mobile Alliance。

2005年
- 4月：台灣大哥大正式變更英文名稱為Taiwan Mobile Co., Ltd.（簡稱TWM）。
- 5月25日：3G正式開台，門號字頭為「0987」。[來源請求]

2006年
- 1月：台灣大哥大與子公司台灣客服獲全球首張ISO 27001資安管理驗證。

2007年
- 4月：台灣大哥大透過子公司取得台灣固網經營權。
- 8月：台灣大哥大透過子公司取得台灣電訊經營權。
- 9月：台灣大哥大入主緯來獵人，更名為台灣大雲豹。
- 10月：台灣大哥大取得華友時代經營權。

2008年
- 9月2日：台灣大哥大宣佈合併泛亞電信與東信電訊，泛亞電信與東信電訊成為消滅公司，台灣大哥大成為台灣第一家完成三合一的電信業者。合併後，泛亞電信與東信電訊用戶以台灣大哥大網內計價。

2009年
- 9月16日：台灣大哥大與凱雷集團宣佈，台灣大哥大以5.89億股庫藏股與新台幣4億餘元現金對價，併購凱雷集團旗下有線電視系統商凱擘，取得凱擘110萬用戶與東森電視、超視等10個頻道代理權，並概括承受凱擘負債新台幣240億元；凱雷集團則取得台灣大哥大15.5%股權。[23]

2012年
- 12月：MyVideo上線營運。

2014年
- 1月6日：台灣大哥大總經理賴弦五先生請辭，由鄭俊卿先生接任[24]。
- 6月4日：台灣大哥大宣佈4G LTE開台，門號字頭為「0909」[25]。
- 9月：台灣大哥大總部搬遷到松山文化創意園區內的臺北文創大樓。

2019年
- 4月1日：台灣大哥大總經理鄭俊卿屆齡退休，為迎接台灣大以科技創新為核心之未來方針，將由 AppWorks 創辦人林之晨接任。
- 11月：台灣大哥大宣布認購 AppWorks 管理的 AppWorks Fund III (本慧創投基金)共新台幣六億，成為該創投基金的重要投資人。

2020年
- 2月：5G競標結果出爐，台灣大取得3.5GHz、28GHz頻段，各60MHz、200MHz的頻寬
- 5月：由台灣大哥大代理的 Riot Games 電子交換卡片遊戲 符文大地傳說 在台灣開始營運。
- 6月：由台灣大哥大代理的 Riot Games FPP射擊遊戲 特戰英豪 在台灣開始營運。
- 7月：6/30記者會宣布 7/1 5G正式開台
- 12月：由台灣大哥大代理的 Riot Games MOBA遊戲 英雄聯盟：激鬥峽谷 在台灣開始營運。

2021年
- 10月14日：台灣大哥大取得線上串流平台Disney+台灣獨家營運權[26]。
- 11月12日：Disney+在台灣正式上線開始營運。
- 12月30日：台灣大哥大宣布合併台灣之星[27][28]。

2023年
- 1月6日：由台灣大哥大與Riot Games合作發行的MOBA遊戲 英雄聯盟 在台灣開始營運。
- 1月6日：由台灣大哥大與Riot Games合作發行的回合制策略遊戲 聯盟戰棋 在台灣開始營運。
- 1月18日：主管機關國家通訊傳播委員會(NCC)核准台灣之星合併案。
- 10月12日：公平會有條件通過台灣之星合併案，暫定12月1日合併基準日。
- 12月1日：進行台灣大哥大、台灣之星網站系統合併作業，官網暫停服務(影響時間00:00AM~10:30AM)。

2024年
- 2月22日：台灣大哥大跨境結盟，偕同泰國AIS、菲律賓Globe、香港HKT、澳大利亞Optus、新加坡Singtel、印尼Telkomsel共組全球第一個「電信跨境獎勵聯盟」。
- 5月11日：台灣大哥大加入全球交通載具電動化倡議EV100。
- 6月：
  - 11日：台灣大哥大加入富邦能源綠能投資平台，投資110億元，擴大再生能源布局。
  - 17日：台灣大哥大攜手富邦產險推出全台第一個整合電信APP的「創新型保險」。
- 9月：
  - 3日：台灣大哥大繳回超額頻譜[29]。
  - 13日：台灣大哥大戰略投資精誠資訊，強強聯手開創AI升級與5G專網AIoT應用新契機。
- 11月：
  - 2日：台灣大哥大成為亞洲第一家通過SBTi 2050淨零路徑審查的業者。
  - 26日：台灣大哥大驗證「太空基地台」，台灣首次手機直連衛星測試成功。
- 12月5日：台灣大哥大啟動全球首創「台灣大藍碳　紅樹林復育計畫」，達到減緩氣候變遷、土地活化及國土保育的目標。

2025年
- 3月6日：台灣大哥大成為Perplexity在台獨家合作商[30]。
- 3月13日：台灣大哥大總經理林之晨宣布，李珠珢成為台灣大哥大年度代言人[31]。

## 關係企業

### 母公司
- 富邦集團

### 子公司
- 台灣客服科技股份有限公司
- 台信聯合投資股份有限公司
- 台聯網投資股份有限公司
- 台灣大數位服務股份有限公司（行動裝置銷售保固維修）

### 固網通訊
- 台灣固網股份有限公司（台灣大寬頻）
- 台灣電訊股份有限公司（台灣大電訊）
- 台固媒體股份有限公司
- 凱擘股份有限公司
- 台信電訊股份有限公司

### 資訊服務
- 精誠資訊股份有限公司

### 媒體娛樂
- 富邦媒體科技股份有限公司（MOMO購物網）
- 優視傳播股份有限公司（MOMO親子台）
- 臺北文創開發股份有限公司
- 富邦勇士籃球隊
- 富邦悍將棒球隊
- 富邦育樂股份有限公司
- 智寶國際開發(最大股東)
  - 回歸線娛樂 (另外單獨投資)
- REMOW(單獨投資了3億日元)

## 廣告標語
| 使用日期   | 標語名稱                                                                 |
| 2014年之前 | 與你生活在一起                                                           |
| 2014年     | Change 4 the better 用改變 擁抱未來                                      |
| 2015年     | 用速度 擁抱未來（王力宏）                                                |
| 2017年     | 擁抱改變，創造你的亮點（蕭敬騰、藍心湄）                                 |
| 2019年     | 放膽改變，放大你的世界（熊仔）                                           |
| 2020年     | Open Possible 能所不能                                                   |
| 2023年     | 我變我們 一啟未來成就無限，讓5G台灣隊為您Open Possible，實現更美好的台灣 |
| 2024年     | 台灣大 大可能（邰智源）                                                  |
| 2025年     | AI神展開 台灣大可能 (李珠珢)                                             |

## 新聞事件
以下事件依照發生順序列出：
- 2014年
  - 9月25日，台灣大哥大攜手鴻海，取得該集團旗下國碁電子 14.9% 股權並砸下超過新台幣34億元買下國碁所標得的 700MHz 頻段當中 5MHz 頻譜。
  - 12月26日，亞太電信以4G漫遊共用台灣大網路，引發電信業者不滿，陸續向國家通訊傳播委員會（NCC）表達關切。雙方合作並不會影響TWM用戶權益。NCC於108年4月17日於例行記者會宣布，行動寬頻業者於偏遠地區，可協商訂定漫遊服務。
- 2015年
  - 3月27日，上午11時02分左右，因為擴充核心系統設備，出現4G系統暫時不穩現象，3G服務仍維持正常，上午11時40分，各地區恢復正常。
  - 6月12日，台灣大哥大加入VoLTE（Voice over LTE）行列，宣佈完成NCC系統審驗程序，可隨時推出VoLTE服務。
  - 6月28日，中午12時30分至14時05分，因網路異常突然沒有收訊，斷網95分鐘；台灣大哥大策略合作夥伴亞太電信的訊號也受到影響。
- 2016年
  - 3月15日，台灣行動支付公司與台灣大哥大聯手提供行動支付服務，台灣大用戶可向23家金融機構申請手機信用卡或金融卡，以手機取代傳統信用卡/金融卡在店家感應付款。
  - 6月8日，上午09時19分因3G語音交換機軟體出現異常，出現部分訊號異常狀況，於上午11時07分排除，雖影響時間不及NCC規定兩小時賠償標準，仍從優給予5%月租費減免補償。
- 2017年
  - 8月22日，台灣大哥大、悠遊卡公司及台北富邦銀行今發表全台第一個結合悠遊卡、信用卡感應支付及會員卡的「富邦台灣大哥大手機悠遊聯名卡」，為全台首創可自動加值的手機悠遊卡。
- 2018年
  - 4月6日，台灣大哥大表示，開放全台myfone直營門市可儲值悠遊卡，不限塑膠悠遊卡、手機悠遊卡，任一家電信業者的用戶都可持悠遊卡至台灣大全台直營門市，進行悠遊卡儲值；台灣大哥大用戶也可直接在門市以悠遊卡繳納電信帳單費用。
- 2019年
  - 3月14日， 台灣大哥大與台灣大哥大基金會今日宣布正式啟動「數位苗圃計畫」，將攜手myBook互動學外語4大出版商（希伯崙LiveABC、空中英語教室、擎學StudyBank、曉騰SOYONG），預計每年捐助10,000名弱勢學子免費上網之外，一萬個myBook「互動學外語」免費線上學習名額，幫助弱勢青少年提升數位競爭力及外語能力。
  - 8月3日，國家通訊傳播委員會（NCC）舉行「玉山北峰防救災行動通信服務基地台」啟用典禮，此基站歷時7年竣工，耗資4千萬，由三大電信共構，台灣大哥大負責選址、行政程序申請、工程發包與施工協調等主要作業，完成全台海拔最高的行動通信基地台。

- 2024年
  - 1月18日：台灣大擴大智慧家庭生態系，加入連接標準聯盟(Connectivity Standards Alliance, CSA)，成為台灣第一個採用Matter協定的電信業者。台灣大透過全球通用的Matter物聯網連接技術，可串聯Google、Amazon、Apple、Samsung等超過700家加入Matter協定的品牌裝置，提升智慧家庭聯網裝置相容性。
  - 2月23日：台灣大跨境結盟，偕同泰國AIS、菲律賓Globe、香港HKT、澳大利亞Optus、新加坡Singtel、印尼Telkomsel共組全球第一個「電信跨境獎勵聯盟」。
  - 6月12日：富邦集團斥資百億元拓展綠能版圖，台灣大哥大加入「富邦能源綠能投資平台」，攜手泓德能源、富邦人壽、富邦媒體成立的控股公司富邦能源，由台灣大總經理林之晨出任董事長，規劃五年內自建380MW（百萬瓦）光電案場，搶攻綠能商機。
  - 6月21日：國際權威性財經媒體《Institutional Investor機構投資人》公布「2024年度亞洲最佳管理團隊」評選結果，今年共評選全球1,669間上市公司，138間企業入榜，其中僅55間獲得「最受尊崇企業」，台灣大哥大連續二年獲得肯定。
  - 7月17日：台灣大哥大連結資通訊核心，推動永續發展，制定「Taiwan Mobility」策略，攜手策略夥伴USPACE，拓展電動車充電服務「MyCharge」，透過合作的APP，用戶一鍵預約指定場站充電車位與電動車租賃服務，建構綠色共享交通生態圈，台灣大MyCharge專案於DwP Global Summit獲頒「數位新使命智慧城市獎」。
  - 8月13日：台灣大哥大運動家族選手憑藉Never Give Up精神，於2024巴黎奧運斬獲3枚獎牌，共摘下1金2銅，包含奪金的世界拳后林郁婷、摘下2銅的舉重女神郭婞淳及拳擊女王陳念琴，台灣大哥大共計發出近新台幣500萬元助威金。
  - 8月14日：台灣大哥大因未履行電信合併案附款並違反其網路設定計畫，五度被NCC開罰，總金額960萬。
  - 9月3日：台灣大哥大繳回超額頻譜
  - 10月20日：台灣大MyVideo積極扶植本土影視產業，迄今已出品超過50部作品，其中，MyVideo投資影視作品《不夠善良的我們》用影視和音樂結合，以雙女主視角看兩名女性對感情狀況與人生的價值觀反思，引發熱烈迴響，奪下4項金鐘大獎。
  - 11月19日：台灣大總經理林之晨 奪IDC年度CEO大獎
  - 11月19日：電信業客戶服務最高榮譽 台灣大哥大獲頒「臺灣客服中心評鑑」金獎
  - 11月26日：台灣大哥大與全球知名衛星通訊服務商Lynk Global合作，透過Lynk Global的創新技術，運用現有手機，直接連接低軌衛星，進行簡訊發送及語音通話測試，成功驗證了「太空基地台」技術。
  - 12月10日：台灣大哥大與台江國家公園管理處及中興大學生命科學系簽署「紅樹林複合式養殖模式負碳技術研發與碳權開發計畫」ESG合作備忘錄，攜手推動「台灣大藍碳紅樹林復育計畫」。
  - 12月12日：台灣大哥大合併台灣之星戰略帶動的變革，推動台灣電信產業進入價值競爭的新時代，獲得由台灣併購與私募股權協會主辦「2024台灣併購金鑫獎」，成為電信業唯一獲獎業者。
  - 12月17日：台灣大哥大於全球170家電信業者當中脫穎而出，穩居前3名，並連續8年入選DJSI世界指數（DJSI World），連續13年名列DJSI新興市場指數（DJSI Emerging Markets）。
- 2025年
  - 1月13日：台灣大哥大入股精誠資訊，以「5C產品共銷共研」、「政府／企業市場共創」、與「大東南亞市場共進」3大戰略並進，透過交叉銷售與經銷合作，擴展服務面向，瞄準台灣ICT資通訊市場5,772億元商機。
  - 2月12日：台灣大哥大落實永續發展，ESG表現比肩全球，從全球超過7,690家受評企業中脫穎而出，連續8度入選《S&P Global永續年鑑》，名列全球前5%，為獲選S&P Global永續年鑑評比頂尖排行最多次數的台灣電信業者。
  - 3月14日：台灣大在推動「Mobile to Mobility」策略，除傳統行動通訊服務也擴展智慧移動解決方案，推出車用One Number服務，也是行動通訊與智慧移動的深度結合，擴大科技生活圈的應用範疇。
  - 3月14日：李珠珢成為台灣大哥大年度代言人，這是李珠珢成為富邦育樂旗下首位全經紀約啦啦隊員後，接任的第一個品牌代言。
  - 3月29日：台灣大成為Perplexity在台獨家合作電信商，開創AI搜尋新時代，推出市值達8,280元一年期的Perplexity Pro訂閱服務，提供給月租599元以上4G與5G資費用戶免費使用。這項合作是AI搜尋服務首次由電信業者大規模引進台灣市場，目的是擴大生成式AI應用在本地的普及程度。

## 台灣大哥大基金會
台灣大哥大於1999年成立了台灣大哥大基金會(TWMF)，目前執行長為劉麗惠女士。台灣大哥大基金會以「用科技擁抱愛」為核心，培育AI人才、賦能地方創生，並推動綠能倡議與藍碳計畫，亦為生物多樣性做出貢獻，整合可運用之企業資源發揮最大效益。具體執行專案如：「勇敢追夢計畫」扶植影視音素人創作者、鼓勵數位創作，為優秀人才打造逐夢舞台；「Coding Fun 偏鄉玩程式」透過程式與AI暑期營隊及後續培育在地老師具備自行開課能力，提升偏鄉弱勢學子之科技素養；「Tech the Dreamers 科技.夢想+」，提供最高200萬夢想金，攜手新創團隊以科技解決永續議題；「種福電」計畫協助NPO建置太陽光電系統，創造20年穩定綠電收益並為地球減碳；「台灣大藍碳 紅樹林復育計畫」推動全球首創紅樹林複合式養殖負碳技術，提升4倍碳移除力。基金會將持續發揮電信本業天賦，為社會創造更多公益及永續發展的可能。

## 外部連結
- 台灣大哥大 （页面存档备份，存于）（中文）（英文）
- 台灣大哥大的Facebook專頁（中文）
- 台灣大哥大的Instagram帳戶（中文）
- YouTube上的台灣大哥大頻道
- 台灣公司資料 （页面存档备份，存于）
- 台灣大寬頻 （页面存档备份，存于）
- 台灣大電訊 （页面存档备份，存于）
- MyVideo官網 （页面存档备份，存于）